# Minimundus
Minimundus je park minijaturnih građevina u Klagenfurtu u Austriji. Nalazi se na jezeru Wörthersee (slovenski:Vrbsko jezero). Sadrži preko 150 minijaturnih modela arhitekture iz cijelog svijeta, napravljenih u mjerilu 1:25.
Od otvaranja 1958. godine, više od 15 milijuna posjetitelja posjetilo je 26 000 četvornih metara parka. Prihod ide ustanovi za pomoć djeci "Rettet das Kind", koja je vlasnik parka.
Neki od izloženih modela:
- Kip slobode
- Bazilika sv. Petra
- CN toranj u Torontu
- Dvorac Hochosterwitz u Austriji
- Sydneyska opera
- Londonski Tower
- Bijela kuća
- Tadž Mahal
- Atomium
- makete europskih vlakova
- Space Shuttle
- svjetionik Porer

Postoji i zvjezdarnica. Većina modela su prenosivi i ponekad se iznajmljuju sličnim parkovima minijatura.
Godine 2005., drugi park je otvoren u Meckenbeurenu u Njemačkoj blizu Bodenskog jezera.

## Galerija
- Model Bijele kuće i dvorca Neuschwanstein.
- Model dvorca Hochosterwitz.
- Model katedrale Sagrada Familia.
- Model katedrale Svete Sofije u Kijevu.
- Brasílianska katedrala.
- Space Shuttle.
- Bang Pa In.
- Željezni toranj iz Bakua.

## Vanjske poveznice
- Službena stranica Minimundusa